# Aiuto vampiro
Aiuto vampiro (Cirque du Freak: The Vampire's Assistant) è un film fantastico del 2009 diretto da Paul Weitz e tratto dai primi tre capitoli della Saga di Darren Shan: Il circo degli orrori, L'assistente del vampiro e Tunnel di sangue.

## Trama
Darren Shan è il classico adolescente medio americano che frequenta il liceo: è bravo a scuola, popolare ed è fissato con i ragni. Un giorno riceve da un'automobile, targata Des-Tiny (in inglese "des-tino"), un volantino che spiega che in città si è fermato un circo un po' particolare: il circo dei freak. Il volantino dice anche che la carovana si fermerà solo una notte e il ragazzo, per vedere lo spettacolo, scappa di casa e si reca allo spettacolo con il suo migliore amico Steve (che è fissato con i vampiri).
Durante lo show assiste inconsapevolmente a vere e proprie magie, dato che il baraccone itinerante è realmente abitato da creature grottesche come un ragazzo serpente, un uomo lupo, una donna barbuta, un uomo con due pance e una donna che si può far ricrescere gli arti amputati. Tra questi, Larten Crepsley che è in realtà un vampiro. Darren ruba il ragno velenoso Madam Otta (il cui morso porta alla morte) che Larten Crepsley ha addestrato e lo nasconde nel suo zaino. Il giorno seguente a scuola Steve lo scopre e fa accidentalmente fuggire il ragno, ma nel tentativo di ucciderlo viene morso da quest'ultimo. Per salvarlo, Crepsley chiede a Darren di diventare il suo assistente mezzo-vampiro, e il ragazzo accetta, abbandonando per sempre la sua vita da adolescente e inscena la sua morte.
Si unisce al circo dei freak, dove divide la tenda con il ragazzo serpente, incontra Rebecca (la ragazza scimmia) e fa delle commissioni per Crepsley (come spolverargli la tomba, ritirare il suo mantello dalla lavanderia o nutrire Madam Octa). Darren scopre di avere dei nuovi poteri: sa "saettare" (cioè correre quasi alla velocità della luce), può esalare un gas che mette fuori gioco gli umani, ha la "super-saliva" (che cura le sue ferite) ed ha delle unghie taglienti come coltelli. Ma si accorge anche che se non beve il sangue umano è debole e non può sfruttare i suoi poteri, ma lui si rifiuta di bere sangue umano.
Intanto il suo amico Steve diventa un mezzo-vampiro-killer e rapisce i genitori di Darren, la sorella e Rebecca, con l'aiuto di Murlaugh (un vampiro-killer) che li tiene in ostaggio in un teatro. Rebecca (la ragazza scimmia) decide di aiutare Darren facendogli succhiare un po' di sangue, in modo da renderlo più forte. I due "migliori amici" alla fine di tutto, non si scontreranno più. Darren ipnotizza, quindi, i suoi genitori, per poi riportarli a casa. E infine torna al circo.

## Cast
- John C. Reilly è Larten Crepsley, vampiro di circa 190 anni che scambia il sangue con Darren per fare di lui un mezzo vampiro e costringerlo a rimanere alle sue dipendenze. Crepsley diventa una sorta di figura paterna per Darren. Ha il vezzo di vestirsi di rosso e mettersi il mantello, caratteristica che ha ereditato dal suo mentore Seba Nile.
- Chris Massoglia è Darren Shan, adolescente che per salvare il suo amico Steve decide di sacrificarsi e rimanere come assistente mezzo-vampiro di Crepsley al circo dei freak;
- Josh Hutcherson è Steve, amico di Darren. È il primo a riconoscere che Crepsley è un vampiro dato che ha una sua immagine in un antico libro;
- Ray Stevenson è Murlough, vampiro-killer nemico di Crepsley;
- Patrick Fugit è Evra, il ragazzo serpente: Evra è nato con la pelle di un serpente da genitori normali e abbandonato in un cassonetto. Dopo 2 giorni dalla nascita è stato trovato da Mr.Tall che lo ha adottato. Ora, nel circo dei freak, è rimasto timido nonostante sia libero.
- Morgan Saylor: Annie: sorella minore di Darren;
- Don McManus: Mr. Shan: padre di Darren;
- Colleen Camp: Mrs. Shan: madre di Darren;
- Ken Watanabe: Mr. Tall; amico di Crepsley. È telepatico e riesce a vedere il futuro.
- Salma Hayek è Madame Truska; la donna barbuta che può far crescere la sua barba a piacimento e usarla come arma. Arriva da un paese straniero;
- Orlando Jones è Alexander Ribs: è l'uomo più magro del circo e forse nel mondo. Può piegare il suo corpo come vuole e può fare musica colpendosi le costole;
- Willem Dafoe è Gavner Purl: vampiro e buon amico di Crepsley e Darren. Crepsley spesso lo prende in giro per il suo respiro pesante e per il suo russare.
- Michael Cerveris è Desmond Tiny: un misterioso personaggio, antagonista della Saga.

## Produzione
Il film è stato girato a New Orleans, Folsom e Baton Rouge. Uno degli aspetti più difficili per la realizzazione di questo film è stata la grande quantità di protesi e trucco necessari per creare i fantasiosi personaggi descritti nei libri.

## Regia
La regia del film è stata affidata a Paul Weitz che ha diretto tra gli altri film come il primo capitolo di American Pie del 1999 e In Good Company del 2005.

## Sceneggiatura
Il film è tratto dai primi tre libri della Saga di Darren Shan dello scrittore britannico Darren Shan. La sceneggiatura della pellicola è stata affidata a Brian Helgeland.

## Distribuzione
(Tagline del film)
Il film è uscito negli Stati Uniti il 23 ottobre 2009 mentre in Italia è stato distribuito il 7 maggio 2010.

### Incassi
Il film è considerato un grande flop: poco apprezzato sia da critica che da pubblico, su un budget complessivo di 40 milioni di dollari, il film ha incassato "appena" 39 milioni, da non riuscire nemmeno a coprire i costi.